# Masterpiece (EP)
Masterpiece es el primer EP del grupo femenino japonés Misamo, primera subunidad del grupo surcoreano Twice. Fue lanzado por JYP Entertainment y Warner Music Japan el 26 de julio de 2023. El miniálbum contiene siete pistas, incluido su sencillo principal titulado «Do Not Touch».

## Antecedentes y lanzamiento
El 7 de febrero de 2023, los canales oficiales de las redes sociales japonesas de Twice publicaron fotos y vídeos conceptuales del trailer de apertura de Mina, Sana y Momo. El 9 de febrero fueron publicadas fotos de unidad de las tres integrantes, anunciando el debut de su primera unidad grupal, MISAMO, para el 26 de julio de 2023 con un miniálbum japonés titulado Masterpiece.
El 16 de junio de 2023 fue lanzado el vídeo musical del sencillo de prelanzamiento titulado «Marshmallow». Ese mismo día, se dio a conocer la lista completa de canciones y créditos que compondrían el miniálbum, informando la participación de las tres miembros en la composición de tres canciones del nuevo trabajo musical. El álbum contiene un total de siete pistas, incluida la canción «Bouquet», lanzada anteriormente como parte de la banda sonora del drama japonés Liaison -Children's Heart Clinic- de TV Asahi, y su sencillo principal llamado «Do Not Touch».

## Lista de canciones
| CD / Descarga digital |                         |                                                               |                                                                          |          |  |
| N.º                   | Título                  | Letras                                                        | Música                                                                   | Duración |  |
| 1.                    | «Do Not Touch»          | J.Y.Park, Mayu Wakisaka                                       | Hyuk Shin (153/Joombas), Ashley Alisha (153/Joombas), MRey (153/Joombas) | 3:05     |  |
| 2.                    | «Behind the Curtain»    | Yun So-young (153/Joombas), Yuki Kokobo                       | Alyssa Ayaka Ichinose, JJean, J-Hype                                     | 2:58     |  |
| 3.                    | «Marshmallow»           | Shoko Fujibayashi                                             | Ralz, Daniel Michael Victor, Julie Aagaard, Yu Hyuk                      | 3:02     |  |
| 4.                    | «Funny Valentine»       | Momo, Yuka Matsumoto, Ejae                                    | Realmeee, Ejae, Scott Bruzenak                                           | 3:17     |  |
| 5.                    | «It's Not Easy for You» | Mina, Risa Horie                                              | Nicolas Farmakalidis, Rachel West, Carly Gibert                          | 2:20     |  |
| 6.                    | «Rewind You»            | Sana, Ayushy (The Hub), Frankie Day, Charlotte Wilson, Chanti | Ayushy, Day, Wilson, Chanti, MarkAlong, Brian U                          | 3:17     |  |
| 7.                    | «Bouquet»               | Katsuhiko Yamamoto                                            | Katsuhiko Yamamoto                                                       | 4:24     |  |
| 22:23                 |                         |                                                               |                                                                          |          |  |

## Historial de lanzamiento
| País  | Fecha               | Formato                       | Sello                                 |
| ----- | ------------------- | ----------------------------- | ------------------------------------- |
| Japón | 26 de julio de 2023 | CD Descarga digital streaming | JYP Entertainment, Warner Music Japan |